# Sudimlja
Sudimlja (Servisch cyrillisch Судимља) is een plaats in de Servische gemeente Brus. De plaats telt 50 inwoners (2002).